# Lukačovce, Humenné
Lukačovce este o comună slovacă, aflată în districtul Humenné din regiunea Prešov. Localitatea se află la altitudinea de 167 m deasupra n.m., se întinde pe o suprafață de 7,47 km2 și în 2017 număra 459 de locuitori.

## Istoric
Localitatea Lukačovce este atestată documentar din 1543.

## Demografie
| An:                | 1994 | 2004   | 2014   | 2024   |
| ------------------ | ---- | ------ | ------ | ------ |
| Număr de persoane: | 502  | 507    | 465    | 443    |
| Diferență:         |      | +0,99% | −8,28% | −4,73% |

| An:                | 2023 | 2024   |
| ------------------ | ---- | ------ |
| Număr de persoane: | 450  | 443    |
| Diferență:         |      | −1,55% |